# Thomas Bilhère
Thomas Bilhère, aussi connu sous le nom de Citoyen Billiers ou Citoyenne Lucie, né le 31 octobre 1723, à Saint-Loubouer (Landes) et mort à Paris le 29 mars 1809, est un prêtre des Missions étrangères de Paris, à qui celle-ci doit d'avoir retrouvé ses bâtiments de la rue du Bac après la Révolution française.

## Biographie

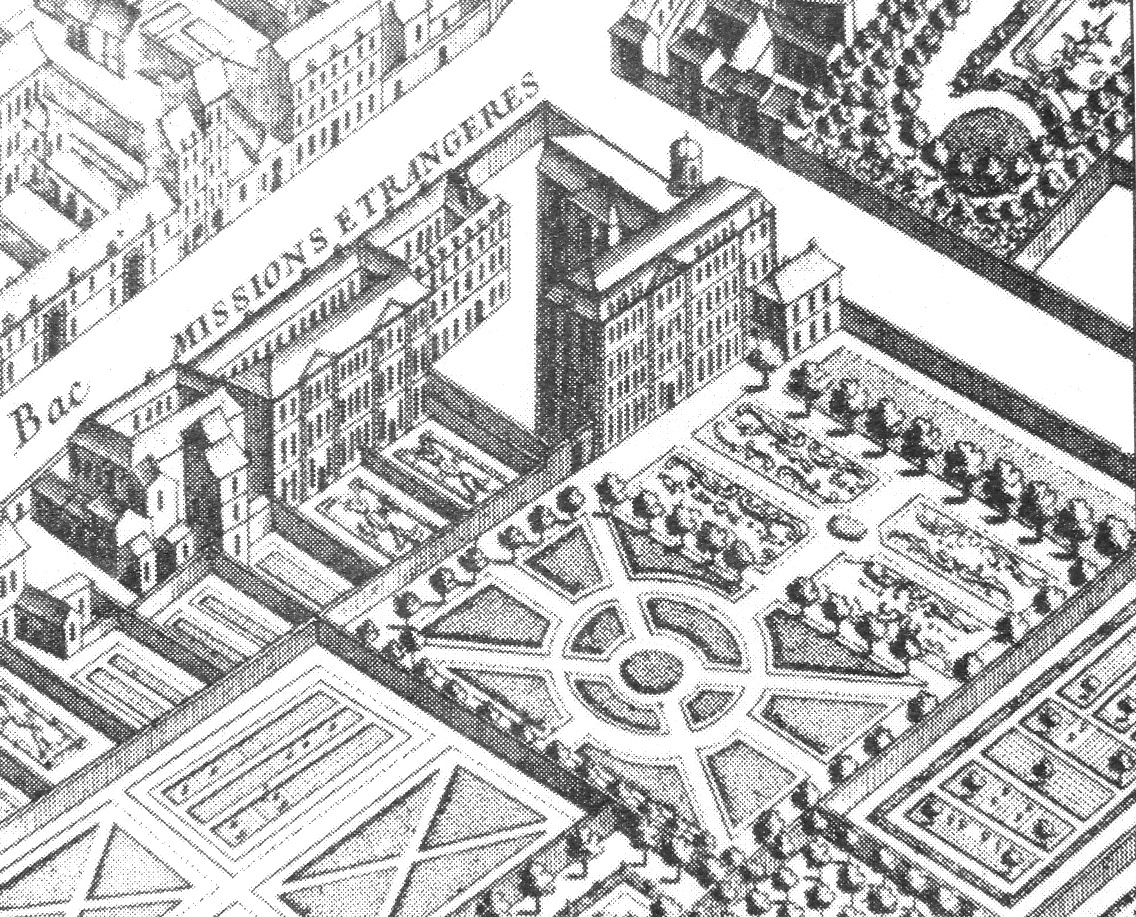
Détail de la carte de Paris par Turgot en 1739 : détail sur la rue du Bac.

### L'entrée aux Missions étrangères
Thomas Bilhère est licencié en droit de la Faculté de Paris. Il est prêtre pour le Diocèse d'Aire dont il devient le vicaire général.
Thomas Bilhère rejoint ensuite la Congrégation des prêtres du Mont-Valérien, congrégation fondée au XVIIe siècle, approuvée en 1638 par Mgr de Gondi, et par Louis XIV qui lui donne des Lettres patentes. En 1788, il devient supérieur de cette petite Congrégation, et aumônier des religieuses du Saint-Enfant Jésus dites Dames de Saint-Maur.
Habitant au Séminaire des Missions étrangères de Paris, rue du bac, il se voit nommé directeur de cette maison le 9 janvier 1789, malgré les réclamations des autres directeurs procureurs. Aux élections du 15 janvier 1790, il est nommé procureur du Séminaire.

### De la Révolution à la Terreur

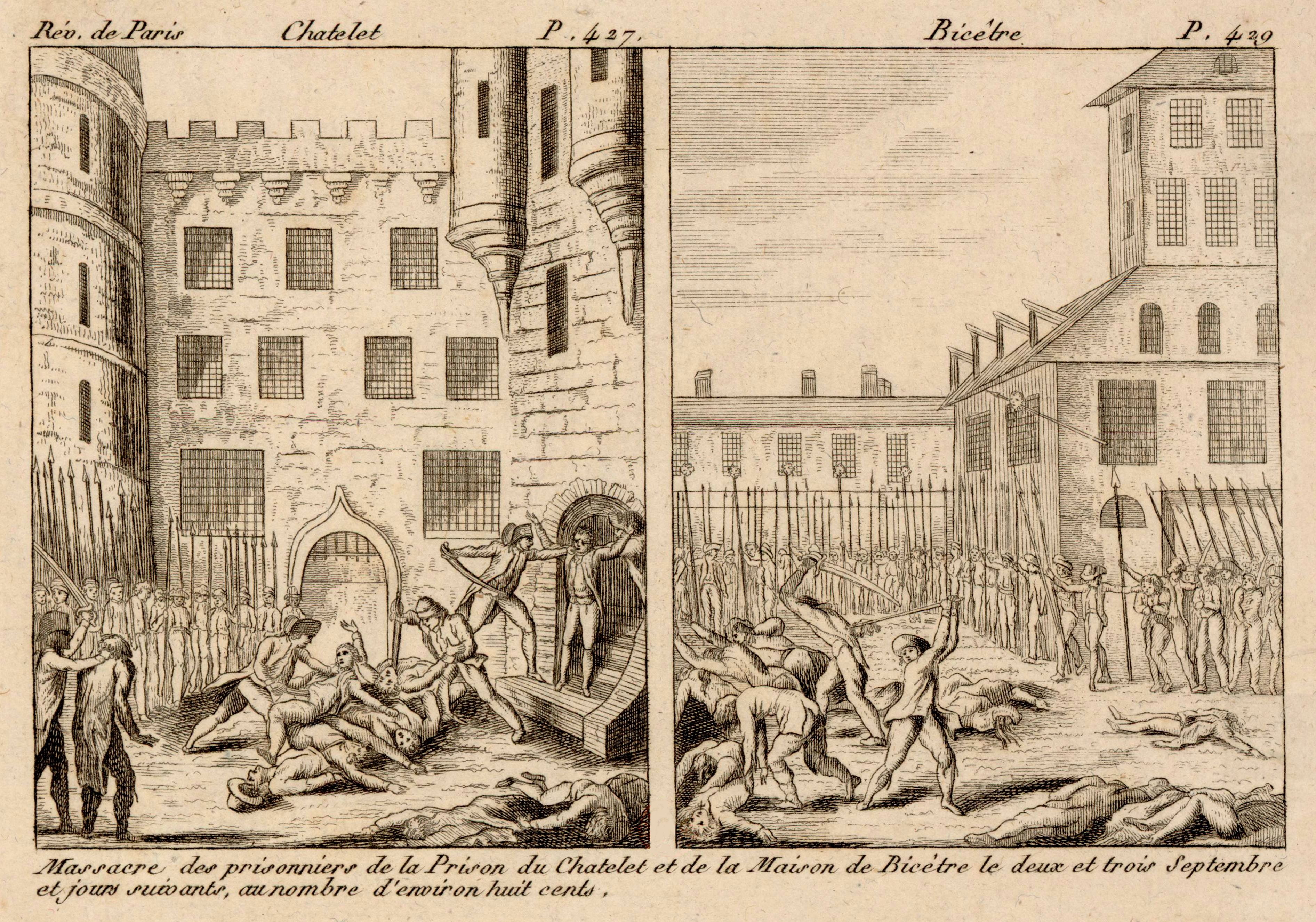
Le massacre au Châtelet, auquel le Père Bilhère échappe avec le Père Hody, en fuyant à Amiens.

À la fin de l'année 1791, plus d'un an avant la Terreur, il organise secrètement le culte réfractaire aux Missions étrangères, où les pères sont connus comme "ardemment anticonstitutionnels". Les pères sont protégés du Décret contre les prêtres réfractaires du 7 mai 1792 les condamnant à l'exil par le veto de Louis XVI. Or, lors de la procession de la Fête-Dieu, le 6 juin 1792, le Supérieur, le Père Martin Hody, refuse d'ouvrir ses portes aux paroissiens de l'église Saint-Sulpice, mais cède finalement à une foule furieuse. Quelques énergumènes reviennent plus tard, enferment certains pères, en tabassent d'autres, et enfoncent la porte du Père Bilhère. Après les perquisitions dans la nuit du 16 au 17 août 1792, le Père Bilhère et le Père Hody se réfugient à Amiens pour éviter des nouveaux troubles, alors que d'autres missionnaires vont ouvrir une procure à Londres et une autre à Paris. Les massacres de septembre auront de fait pour  principale cible les prêtres réfractaires.

### Du rachat du Séminaire au rétablissement de la Société des Missions étrangères
Il revient à Paris en janvier 1796 et met tout en œuvre pour racheter le Séminaire des Missions étrangères, avec la confiance de ses confrères, qui lui demandent de prendre "toutes les précautions possibles" pour assurer  la propriété du Séminaire. L'ouverture quasi-systématique du courrier contraint le Père Bilhère à s'exprimer à mots couverts et à prendre le pseudonyme de "Citoyenne Lucie". Le recours à un pseudonyme pour cacher son identité est chose commune durant la Terreur. Bilhère va jusqu'à se déguiser pour vérifier les dégradations imposées au Séminaire de la rue du bac, transformé en caserne. Il éprouve bien des difficultés et des oppositions, notamment des religieuses de Saint-Thomas de Villeneuve chez lesquelles il loge rue de Sèvres et pour qui acheter des biens dérobés à l'Église serait scandaleux, car cela reviendrait à se rendre complice du délit révolutionnaire. Néanmoins, il réussit le 21 mai 1798, par l'entremise d'un certain Monsieur Salmon à racheter le Séminaire. Selon l'historienne Stefania Nanni, cette opération, de la part d'un prêtre réfractaire comme tous ses confrères, fait preuve d'un grand "réalisme", dans le but de permettre la renaissance de sa société missionnaire en France. Il maintient ainsi des contacts avec Jacques-André Émery, qui s'efforce de réconcilier l'Église et l'État, alors que certains intransigeants recommandent la confrontation et l'exil de toute la Société à Rome.
Après avoir aidé ce dernier, avec son confrère Denis Frayssinous, à rouvrir un séminaire à Paris, dit "de la Vache noire", en raison de l'enseigne derrière laquelle ils sa cachent rue Saint-Jacques, il travaille ensuite au rétablissement légal du Séminaire des Missions étrangères. il adresse un mémoire à Napoléon, fait des démarches près des ministres, du légat pontifical Giovanni Battista Caprara, de l’archevêque de Paris, du Souverain Pontife venu en France sacrer l’empereur. Il a la joie de ce nouveau succès, le 23 mars 1805  (2 germinal an XIII), grâce au décret impérial qui rétablit le Séminaire et le père Bilhère comme supérieur. 
Napoléon espère alors profiter des missions. Portalis prévoit la création d'un séminaire unique pour les Missions étrangères, les Lazaristes et les Spiritains. Bilhère n'y voit aucune raison.
Il meurt à Paris le 29 mars 1809. Il défend jusqu'au bout la juste autonomie de l'institut missionnaire, considéré comme un danger par l'État, dans la mesure où il conserve une parfaite indépendance à l'égard du pouvoir civil en même temps qu'une certaine fidélité au pape. Ainsi, face au refus opposé à l'empereur d'inféoder la Société et les vicariats apostoliques au gouvernement français, un nouveau décret, signé le 26 septembre 1809 au château de Schönbrunn révoque le précédent. Le Séminaire ne pourra alors rouvrir qu'une fois son rétablissement définitivement confirmé par Louis XVIII le 2 mars 1815.